# 古浪路
古浪路是中華人民共和國上海市普陀区的一條東西走向道路，东起真北路，西至真南路，全长2800米，道路始建於1955年，路名來自於甘肅省武威市古浪縣。